# Levi Strauss

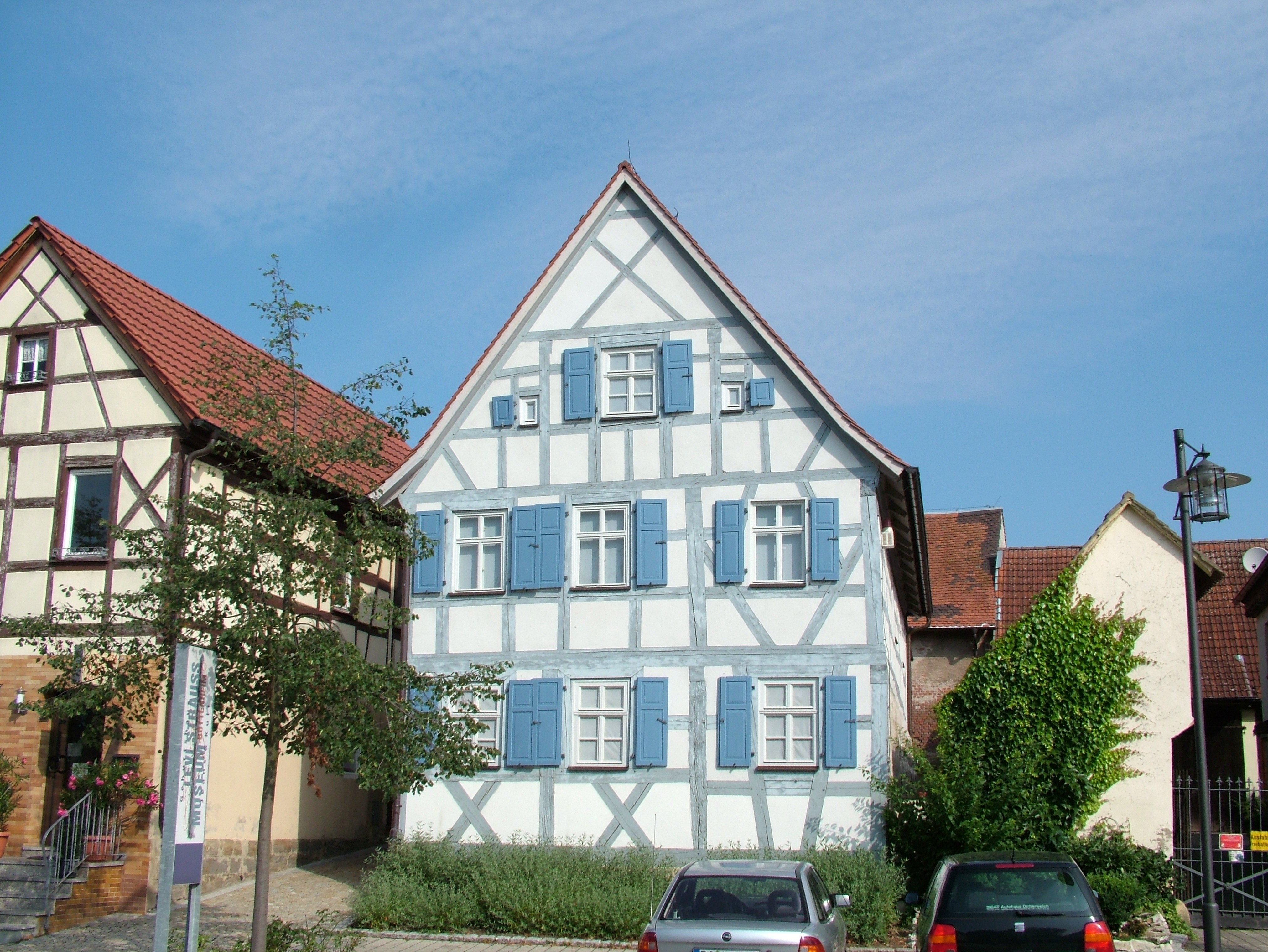
Nơi sinh ra của Levi Strauss

Levi Strauss (/[invalid input: 'icon']ˌliːvaɪˈstrɔːs/, tên khai sinh Löb Strauß, tiếng Đức: [løːp ˈʃtʁaʊs]; ngày 26 tháng 2 năm 1829 – ngày 26 tháng 9 năm 1902) là nhà kinh doanh người Đức và là người đầu tiên thành lập công ty sản xuất quần jeans. Công ty của ông tên là Levi Strauss & Co. thành lập năm 1853 ở San Francisco, California.